# Suteki na kanashibari
Suteki na kanashibari (ステキな金縛り?), noto anche con i titoli internazionali A Ghost of a Chance e Once in a Blue Moon, è un film del 2011 scritto e diretto da Kōki Mitani.

## Trama
Il fantasma di un samurai, Rokubei Sarashina, è testimone di alcuni eventi che scagionerebbero definitivamente l'assistito della giovane e goffa avvocatessa Emi Hosho: il problema che alla giovane si pone è come far testimoniare l'uomo, dato che solo in pochi possono vederlo.

## Distribuzione
In Giappone l'opera è stata distribuita dalla Toho a partire dal 29 ottobre 2011.